# 酢酸プロピル
酢酸プロピル（さくさんプロピル、propyl acetate）もしくはエタン酸プロピルと呼ばれる化学物質は溶媒として広く利用される。酢酸プロピルは無色透明な液体で、梨に似た独特の臭いを持ち、それ故、香料として一般に利用されている。酢酸プロピルは酢酸と1-プロパノールとをエステル化することで生成する。天然にはラズベリーやバナナに含まれる。

## 安全性
引火性があり、日本の消防法では危険物第4類・第1石油類に分類される。空気との混合蒸気は爆発性を持つ。強酸や強塩基、強酸化剤との接触により火災・爆発のおそれがある。ラットに経口投与した実験での半数致死量（LD50）は8.7g/kg。摂取により中枢神経および肝臓への影響、一時的な麻酔作用を生じることがある。水生生物に有害であるが、急速に分解されるため蓄積性は低い。

## 註・出典
1. ↑  『合成香料 化学と商品知識』印藤元一著 2005年増補改訂 化学工業日報社 ISBN 4-87326-460-X
2. ↑  製品安全データシート (PDF) （昭和化学）